# Gerónimo de la Concepción
Gerónimo de la Concepción (Cádiz, 1642-Córdoba, 1698) fue un religioso español de la orden de los carmelitas, autor de varias obras literarias.

## Obras
- Emporio del Orbe, Cádiz ilustrada, única obra suya editada.

Existen también otras obras suyas que no llegaron nunca a publicarse:
- Catálogo de los Arzobispos de Sevilla (inconcluso).
- Dos discursos por la primacía de la santa Metropolitana y Patriarcal Iglesia de Sevilla.
- Tres discursos sobre el templo mayor de Sevilla, su origen, progresos y descripción.[1]